# Bà Khâm
Bà Khâm (giản thể: 繁钦; phồn thể: 繁欽; bính âm: Pó Qīn; ? – 218), tự Hưu Bá (休伯), là nhà văn, quan viên dưới quyền quân phiệt Tào Tháo cuối thời Đông Hán trong lịch sử Trung Quốc.

## Cuộc đời
Bà Khâm quê ở quận Dĩnh Xuyên, Dự Châu, là đồng hương của nhiều trọng thần dưới quyền quân phiệt Tào Tháo, từ nhỏ đã nổi tiếng ở Nhữ, Dĩnh. Cuối thời Đông Hán, Bà Khâm theo đồng hương là Đỗ Tập, Triệu Nghiễm đến Kinh Châu tị nạn. Tài năng của Bà Khâm khiến Kinh Châu mục Lưu Biểu nhiều lần phải bất ngờ, rất thưởng thức. Đỗ Tập nói với Khâm rằng bản thân đến Kinh Châu là để chờ minh chủ, mong một ngày có thể lập công gây dựng cơ đồ, còn Lưu Biểu không đáng để ủy thân phò tá. Bà Khâm nghe theo, cùng Đỗ Tập, Triệu Nghiễm đến Trường Sa, chia sẻ tài vật để cùng nhau sinh hoạt.
Năm 196, Tào Tháo nghênh Hán Hiến Đế về huyện Hứa thuộc quận Dĩnh Xuyên. Triệu Nghiễm cho rằng Tào Tháo chính là minh chủ mà mọi người đang chờ đợi, thuyết phục Tập, Khiêm về quê. Tập, Nghiễm đều nhận chức huyện trưởng.
Năm 208, Tào Tháo giữ chức thừa tướng, từng lấy Bà Khâm chủ bộ trong phủ. Khâm được khen là có sở trường làm thư ký, văn hay chữ tốt. Năm 218, Bà Khâm theo Trương Liêu đến Lư Giang bình định Trần Lan, Mai Thành, sáng tác Chinh Thiên Sơn phú rồi chết.

## Tác phẩm
Bà Khâm để lại Bà Hưu Bá tập gồm 10 quyển, đến thời Thanh chỉ còn 1 quyển, còn lại đều đã thất lạc, còn một số lượng thơ, phú, hịch, văn bia được tập hợp trong Toàn Thượng cổ Tam đại Tần Hán Tam quốc Lục triều văn.

## Trong văn hóa
Bà Khâm không xuất hiện trong tiểu thuyết Tam quốc diễn nghĩa của La Quán Trung.